# 罗马共和国 (1798年—1799年)
罗马共和国(義大利語：Repubblica Romana)于1798年2月15日在拿破仑的将军路易-亚历山大·贝尔蒂埃于2月10日入侵罗马城后宣告成立。罗马共和国是法国大革命时期意大利的“姐妹共和国”之一。它被置于法国统治之下，由从教宗国占领的领土组成。教宗庇护六世被流放到法国，并于1799年死于那里。它立即控制了另外两个前教宗国的革命政府，蒂伯里纳共和国和安科宁共和国。罗马共和国很短命，教宗国于1799年10月恢复。

## 罗马被吞并
拿破仑从1796年到1797年在意大利半岛的战役是他在共和国战争期间被提升为法国军队最高指挥官的原因之一。1792年，在第一次反法联盟(神圣罗马帝国、英国、普鲁士、西班牙、那不勒斯等)建立之后，拿破仑·波拿巴打算向意大利北部的反法联盟开战，通过入侵皮埃蒙特迫使奥地利人坐到谈判桌上。与此同时，他还打算增援意大利的法军，因为在人数上，奥地利和意大利各城邦的数量远远超过法国。这次对意大利半岛的入侵也是一种转移，因为根据第一联盟军的说法，主要攻势预计在莱茵河。罗马在教宗国的统治下，和其他许多意大利国家一样，是第一次反法联盟的一部分。

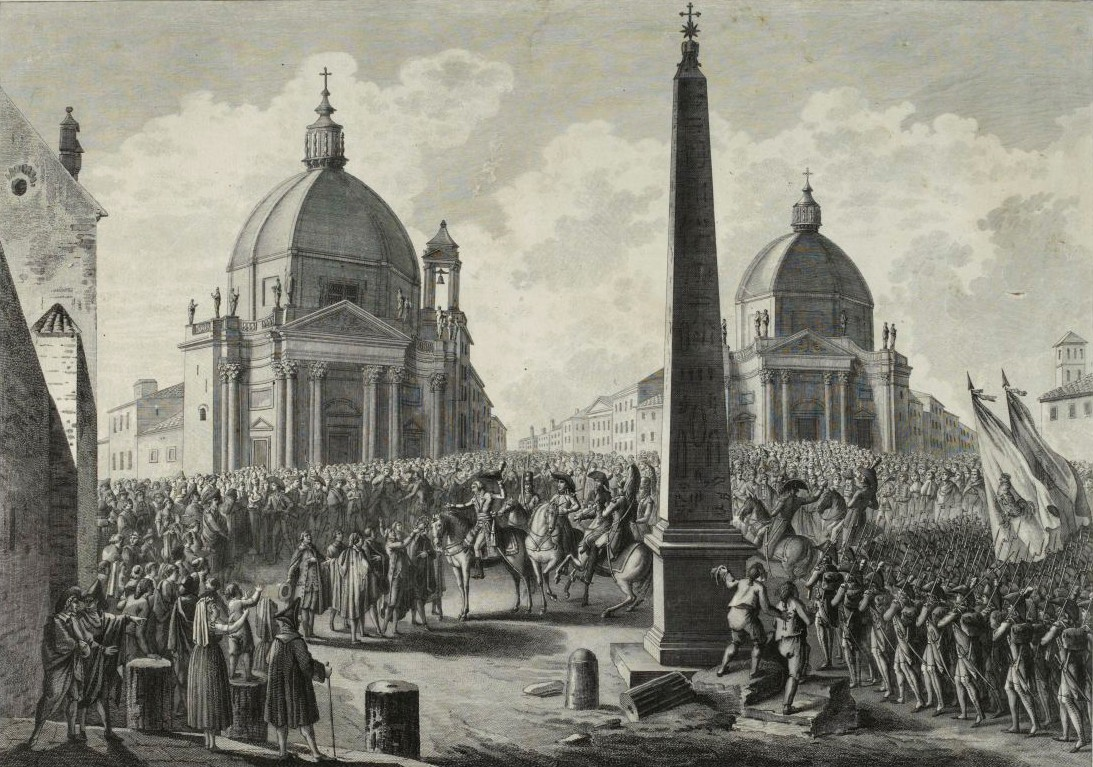
法国军队进入罗马(法国革命博物馆)。

1796年4月波拿巴翻越阿尔卑斯山脉，1796年4月12日在蒙特诺特战役中击败皮埃蒙特军，1796年4月21日在蒙多维战役中击败了皮埃蒙特军，波拿巴将注意力转向了皮埃蒙特南部，以应对教宗统治。波拿巴对分裂指挥的入侵持怀疑态度，向内阁写了两封信。这些信件让政府暂时缓和了这种入侵。1796年5月10日，奥地利人在洛迪战役中战败，撤退到米尼科。根据1797年2月19日签署的托伦蒂诺条约，罗马被迫接受法国共和国的大使。1798年2月，法国人入侵教宗国，动机是1797年12月法国将军马图林·伦纳德·杜弗特被杀。入侵成功后，教宗国成为附属国，重新命名为罗马共和国，由波拿巴的将军之一路易·亚历山大·贝尔蒂埃领导。1798年2月20日，教宗庇护六世被俘，被押送出罗马，流放到法国，后来在那里去世。

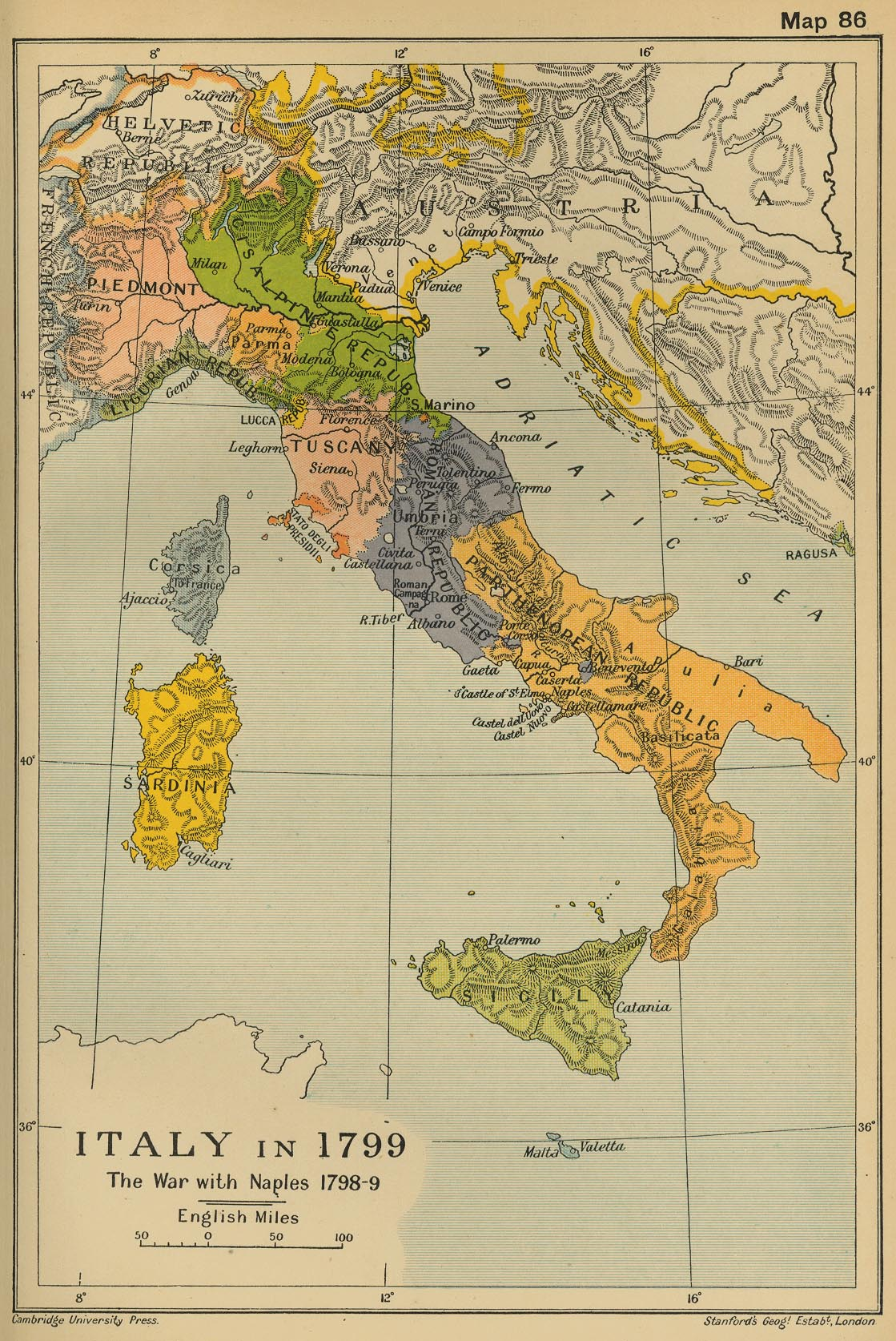
1799年的意大利

然而，由于内部斗争的困扰，共和国并没有持续很长时间，民众对它的支持也很低。1798年11月29日，也就是1798 - 1802年第二次反法联盟战争开始的那一天，一支1713-1799年的那不勒斯王国军队在离开南部返回家乡之前，真的进入了守卫很轻的罗马城。1798年11月19日，雅克·麦克唐纳率领他的军队参加了1798年在费伦蒂诺的费伦蒂诺战役，接着是1798年在奥特里克里的奥特里克里战役，以及1798年12月5日在奥特里克里的奇维塔·卡斯特利纳战役。随后在卡尔维·里索塔发生了军事事件，1799年1月3日在卡普瓦发生了第二次军事事件，随后他辞去了指挥权。
1799年9月30日那不勒斯人入侵之后，1800年6月教宗庇护七世恢复了教宗国的统治。1808年法国再次入侵教宗国，之后被法国和意大利瓜分，直到1815年拿破仑战争结束。

## 政府
共和国的权力宪法组织深受1795年法国宪法的影响，而1795年法国宪法本身就是受古罗马共和国的启发，并在一定程度上以古罗马共和国的宪法为基础。行政权力被授予一个由五个执政官组成的政府。立法部门由两个议院、一个60人的法庭和一个30人的参议院组成，参议院选举执政官。

## 旗帜
罗马共和国的国旗是垂直的黑-白-红三色，取自法国的三色，是拿破仑批准的。它是由执政官集团统治的，就像古罗马共和国一样。法国军队入侵教宗国的部分原因是为1797年法国将军马图林·伦纳德·杜弗特的死进行报复。

## 大众文化
在贾科莫·普契尼的歌剧《托斯卡》中，安吉罗蒂这个角色被称为“已故罗马共和国的执政官”(故事发生在1800年;安杰洛蒂逃离教宗监狱);他是一个虚构的人物，尽管他的名字让人想起利奥里奥·安杰鲁奇领事。
詹姆斯·乔伊斯1914年在《都柏林人》中创作的短篇小说《姐妹》中，这位未提及姓名的主人公记得曾在罗马读书的弗林神父给他讲过“关于地下墓穴和拿破仑·波拿巴的故事……”